# Blake Stepp
Blake Roy Stepp, né le 4 février 1982 à Eugene dans l'Oregon aux États-Unis, est un joueur professionnel de poker et un ancien joueur de basket-ball américain.

## Biographie
Évoluant dans l'équipe universitaire des Bulldogs de Gonzaga, Blake Stepp est nommé « Joueur de l'année » de la West Coast Conference en 2003, puis en 2004. En 2003, il est sélectionné pour représenter les États-Unis aux Jeux panaméricains de Saint-Domingue. Après 4 années passées sous le maillot des Bulldogs, Blake Stepp se présente à la draft 2004 de la NBA ; où il est sélectionné au second tour par les Timberwolves du Minnesota. Toutefois, après plusieurs apparitions sur le terrain en pré-saison, il est coupé par les Timberwolves.
En 2006, il est contraint de mettre fin à sa carrière à la suite d'une blessure chronique au genou. Il se reconvertit au poker et participe pas moins de trois fois aux World Series of Poker.